# The Return of Sherlock Holmes

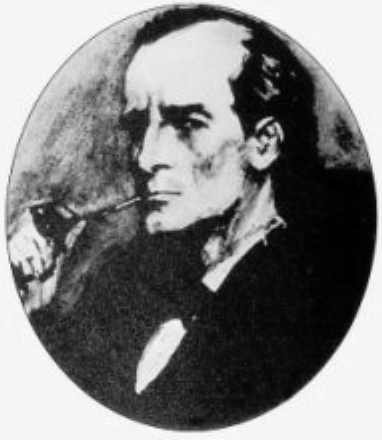
O detetive Sherlock Holmes

The Return of Sherlock Holmes (em português: A volta de Sherlock Holmes) é uma coletânea de treze contos de histórias do detetive Sherlock Holmes, publicada em 1905. Escritos por Sir Arthur Conan Doyle, estes contos foram originalmente publicados na revista Strand Magazine, nos anos de 1903 e 1904. O primeiro conto do livro "A Casa Vazia" relata a volta de Holmes após anos dado como morto após o conto O Problema Final. Esse período é chamado de o "O Grande Hiato".

## O Retorno
1. A Casa Vazia (The Adventure of the Empty House) -  Outubro de 1903;
2. O Construtor de Norwood (The Adventure of the Norwood Builder) - Novembro de 1903;
3. Os Dançarinos (The Adventure of the Dancing Men) - Dezembro de 1903;
4. A Ciclista Solitária (The Adventure of the Solitary Cyclist) - Janeiro de 1904;
5. A Escola do Priorado (The Adventure of the Priory School) -  Fevereiro de 1904;
6. Pedro Negro (The Adventure of Black Peter) - Março de 1904;
7. Charles Augustus Milverton (The Adventure of Charles Augustus Milverton) - Abril de 1904;
8. Os Seis Bustos de Napoleão (The Adventure of the Six Napoleons) -  Maio de 1904;
9. Os Três Estudantes (The Adventure of the Three Students) - Junho de 1904;
10. O Pince-Nez de Ouro (The Adventure of the Golden Pince-Nez) - Julho de 1904;
11. O Jogador Desaparecido (The Adventure of the Missing Three-Quarter) - Agosto de 1904;
12. Abbey Grange (The Adventure of the Abbey Grange) - Setembro de 1904;
13. A Segunda Mancha (The Adventure of the Second Stain) - Dezembro de 1904.